# 大性獣 恥丘最大の絶頂
『大性獣 恥丘最大の絶頂』（だいせいじゅう ちきゅうさいだいのぜっちょう）は、渡邊元嗣監督の日本映画。2022年6月3日公開。

## 概要
約1年半ぶりとなる渡邊元嗣監督作品。増田貴彦が脚本を担当し、コロナ禍で制作断念となった映画『液体未亡人ゴケドロリ』の脚本、設定を一部流用、転用する形で制作された。ただし様々な制約から10稿の書き直しを行い、『液体未亡人ゴケドロリ』とは別作品となっている。公開に合わせ、増田貴彦はFC2小説にて『大性獣 恥丘最大の絶頂 The Side story』を発表。
2023年6月2日、スターボードよりDVD発売。

## ストーリー
とある場所に性愛エネルギーを持続可能なクリーンエネルギーに転嫁しようとする研究者がいた。研究所を取材するため、
売れないライターのさとみは研究所を訪ねることにしたが、研究所では問題が起こっていた。山間にある研究所からセックスエネルギーが漏れ、昆虫に付着。その昆虫から人間の体内にエネルギーが吸引されることで、性を求めるモンスターを生み出してしまっていたのだった。さとみは人々を救う為、研究者と協力することになる。

## 登場人物
さとみ
演 - 生田みく
本当は小説家になりたいオカルトライター。
日菜子
演 - 花狩まい
研究所に勤める研究員。看護師のような服を着ている。
アザミ
演 - しじみ
元デリバリーヘルス嬢。
サラリーマン
演 - 竹本泰志
まじめだったはずの男。
助手
演 - 小滝正大
研究所の眼鏡姿の助手。
研究者　
演 - ケイチャン
研究所の主任博士。

## スタッフ
- 監督：渡邊元嗣
- 脚本：増田貴彦
- 撮影・照明：倉本和人
- 録音：小林徹哉
- 編集：鷹野朋子
- 助監督：小関裕次郎
- スチール：本田あきら
- 選曲：徳永由紀子
- MA：Bias Technologist
- 仕上げ：東映ラボ・テック
- 制作：ナベシネマ
- 配給：オーピー映画